# Just Like That
Just Like That är en popsång skriven av Benny Andersson och Björn Ulvaeus. Ursprungligen skrevs den för Abba, vilka spelade in flera olika demos med Agnetha Fältskog som solist i verserna 1982. 

## Historia
Tidningsjournalister besökte Abba i Polarstudion 1982 och två titlar på nya inspelningar nämndes i artikeln som skrevs: Just Like That och I am the City. I och med att sångerna inte togs med på gruppens påföljande jubileumsskiva The Singles – The First Ten Years samma år, har de båda titlarna efter tidningsartikeln ändå varit kända för fansen. Just Like That har bland fansen nästintill fått en mytomspunnen roll och många hoppas att låten kommer att släppas i sin helhet. 
I am the City togs med i sin helhet på skivan More Abba Gold – More Abba Hits 1993, medan Just Like That än idag endast är officiellt utgiven i ett 1:30 minuter långt klipp i medleyt Undeleted, vilket togs med på CD-boxen Thank You for the Music. Däremot förekommer illegala släpp av hela inspelningen på CD och internet. 
De versioner som släppts illegalt är tre till antalet. Den första versionen är en demo som brukar kallas den "sakta versionen". Ett gitarriff från melodin kom sedan att användas till Under Attack. Den andra versionen är i stort sett densamma, frånsett att Fältskog sjunger "na na na"/"la la la" över de instrumentala delarna. Den tredje versionen är den slutgiltiga mixen med högre tempo samt saxofonsolo av Raphael Ravenscroft. Det är från denna version som ett klipp tagits med i medleyt Abba Undeleted.     

### Efter Abba
1985 arrangerade Andersson och Ulvaeus om låten och gav den till gruppen Gemini, vilka gav ut den på singelskiva och på sitt första studioalbum, Gemini 1985. 
Delar av melodin användes även i Andersson och Ulvaeus musikal Chess; i den engelska uppsättningen spelades en demo med titeln When the Waves Roll Out to Sea in, men den togs inte med i den slutgiltiga uppsättningen. I den svenska uppsättningen från 2002 togs melodin med i uppsättningen under titeln Glöm mig om du kan och sjöngs då av Per Myrberg.